# Temporada da Indy Pro Series de 2004
Essa foi a 19° temporada do campeonato.
| Place | Name                | Country        | Team                    | Total Points | Estados Unidos | Estados Unidos | Estados Unidos | Estados Unidos | Estados Unidos | Estados Unidos | Estados Unidos | Estados Unidos | Estados Unidos | Estados Unidos | Estados Unidos | Estados Unidos |
| ----- | ------------------- | -------------- | ----------------------- | ------------ | -------------- | -------------- | -------------- | -------------- | -------------- | -------------- | -------------- | -------------- | -------------- | -------------- | -------------- | -------------- |
| 1     | Thiago Medeiros     | Brasil         | Sam Schmidt Motorsports | 513          | 42             | 52             | 52             | 52             | 52             | 30             | 42             | 28             | 35             | 52             | 24             | 52             |
| 2     | Paul Dana           | Estados Unidos | Hemelgarn Racing        | 379          | 24             | 30             | 20             | 40             | 40             | 50             | 32             | 40             | 42             | 24             | 18             | 19             |
| 3     | Arie Luyendyk Jr.   | Países Baixos  | Sam Schmidt Motorsports | 330          | 22             | 40             | 35             | 26             | 19             | 22             | 24             |                |                |                |                |                |
| 3     | Arie Luyendyk Jr.   | Países Baixos  | AFS Racing              | 330          |                |                |                |                |                |                |                | 32             | 30             | 32             | 16             | 32             |
| 4     | P. J. Chesson       | Estados Unidos | Mo Nunn Racing          | 317          | -              | -              | -              | 24             | 28             | 40             | 50             | 50             | 50             | 30             | 40             | 5              |
| 5     | Leonardo Maia       | Brasil         | Brian Stewart Racing    | 292          | -              | 35             | 28             | 20             | 20             | 26             | 26             | 35             | 26             | 26             | 32             | 18             |
| 6     | Jesse Mason         | Canadá         | Brian Stewart Racing    | 283          | 35             | 32             | 15             | 28             | 35             | 32             | 28             | 24             | 32             | 22             | -              | -              |
| 7     | Rolando Quintanilla | México         | Roquin Motorsports      | 264          | 28             | 28             | 16             | 32             | 22             | -              | 19             | 26             | 19             | 20             | 30             | 24             |
| 8     | Alfred Unser        | Estados Unidos | Keith Duesenberg Racing | 252          | -              | -              | -              | 35             | 30             | 35             | 35             | 19             | 28             | 35             | -              | 35             |
| 9     | Phil Giebler        | Estados Unidos | Keith Duesenberg Racing | 215          | 50             | 26             | 30             | -              | -              | -              | 30             | 20             | 24             | -              | 35             | -              |
| 10    | Billy Roe           | Estados Unidos | Kenn Hardley Racing     | 164          | -              | 22             | 22             | 22             | 32             | 24             | 20             | 22             | -              | -              | -              | -              |
| 11    | Brad Pollard        | Estados Unidos | Kenn Hardley Racing     | 152          | 30             | 19             | 19             |                |                |                |                |                |                |                |                |                |
| 11    | Brad Pollard        | Estados Unidos | Sam Schmidt Motorsports | 152          |                |                |                | 30             | 24             | 30             | -              | -              | -              | -              | -              | -              |
| 12    | Jeff Simmons        | Estados Unidos | A. J. Foyt Enterprises  | 150          | -              | -              | 40             | -              | -              | -              | -              | -              |                |                |                |                |
| 12    | Jeff Simmons        | Estados Unidos | Kenn Hardley Racing     | 150          |                |                |                |                |                |                |                |                | 22             | 40             | 20             | 28             |
| 13    | Gary Peterson       | Estados Unidos | AFS Racing              | 112          | -              | 18             | 17             | -              | -              | -              | 22             | -              | -              | 16             | 25             | 15             |
| 14    | James Chesson       | Estados Unidos | Mo Nunn Racing          | 95           | -              | -              | -              | -              | -              | -              | -              | -              | -              | 28             | 50             | 17             |
| 15    | Travis Gregg        | Estados Unidos | Sam Schmidt Motorsports | 89           | -              | -              | -              | -              | -              | -              | -              | 32             | -              | 17             | -              | 40             |
| 16    | Matt Beardsley      | Estados Unidos | Beardsley Motorsports   | 88           | 20             | 24             | 24             | -              | -              | -              | -              | -              |                |                |                |                |
| 16    | Matt Beardsley      | Estados Unidos | Roquin Motorsports      | 88           |                |                |                |                |                |                |                |                | 20             | -              | -              | -              |
| 17    | Marty Roth          | Canadá         | Roth Racing             | 79           | 26             | 20             | 14             | -              | -              | -              | -              | -              | -              | -              | 19             | -              |
| 18    | Jon Herb            | Estados Unidos | Matt Young Motorsports  | 67           | -              | -              | 13             | -              | -              | -              | -              | -              | -              | -              | 28             | 26             |
| 19    | Taylor Fletcher     | Estados Unidos | Bullet-Team Motorsports | 52           | -              | -              | 18             | -              | -              | -              | -              | -              | -              | 19             | 15             | -              |
| 20    | P. J. Abbott        | Estados Unidos | Sam Schmidt Motorsports | 48           | -              | -              | -              | -              | -              | -              | -              | -              | -              | -              | 26             |                |
| 20    | P. J. Abbott        | Estados Unidos | Keith Duesenberg Racing | 48           |                |                |                |                |                |                |                |                |                |                |                | 22             |
| 21    | Cory Witherill      | Estados Unidos | Hemelgarn Racing        | 41           | -              | -              | 26             | -              | -              | -              | -              | -              | -              | 15             | -              | -              |
| 22    | Scott Mayer         | Estados Unidos | Sam Schmidt Motorsports | 38           | -              | -              | -              | -              | -              | -              | -              | -              | -              | 18             | -              | 20             |
| 23    | Tony Turco          | Estados Unidos | Brian Stewart Racing    | 32           | 32             | -              | -              | -              | -              | -              | -              | -              | -              | -              | -              | -              |
|       | Jay Drake           | Estados Unidos | AFS Racing              | 32           | -              | -              | 32             | -              | -              | -              | -              | -              | -              | -              | -              | -              |
| 25    | Ross Fonferko       | Estados Unidos | Keith Duesenberg Racing | 26           | -              | -              | -              | -              | 26             | -              | -              | -              | -              | -              | -              | -              |
| 26    | Shinji Kashima      | Japão          | Sam Schmidt Motorsports | 17           | -              | -              | -              | -              | -              | -              | -              | -              | -              | -              | 17             | -              |
| 27    | Ryan Hampton        | Estados Unidos | Brian Stewart Racing    | 16           | -              | -              | -              | -              | -              | -              | -              | -              | -              | -              | -              | 16             |

1. ↑  «Indy Lights Presented By Cooper Tires». www.indylights.com. Consultado em 10 de agosto de 2019